# Grevillea coriacea
Grevillea coriacea är en tvåhjärtbladig växtart som beskrevs av Mcgill.. Grevillea coriacea ingår i släktet Grevillea och familjen Proteaceae. Inga underarter finns listade i Catalogue of Life.